# Saint-Sylvestre (Haute-Vienne)
Pour les articles homonymes, voir Saint-Sylvestre.
Saint-Sylvestre est une commune française située dans le département de la Haute-Vienne en région Nouvelle-Aquitaine, située dans les Monts d'Ambazac, à l'ouest du Massif Central, entre les communes de Compreignac, Razès, Ambazac, et Saint-Léger-la-Montagne, à 20 km de Limoges. Elle est dominée par le Puy de Sauvagnac, commune de Saint-Léger-la-Montagne qui culmine à 701 m, le plus haut point de la commune étant à 651 m. Elle est traversée par l'autoroute A 20.
Saint-Sylvestre est connue pour ses ressources minières. La roche est essentiellement un leucogranite alcalin à mica blanc ou noir avec un feldspath qui se décompose en kaolin. Les pegmatiques et plus particulièrement la pechblende y sont exploitées de 1950 à 1992, dans le cadre de l'exploitation des gisements d'uranium de la division minière de la Crouzille.

## Géographie
La commune de Saint-Sylvestre est arrosée par la Cane qui y prend sa source.

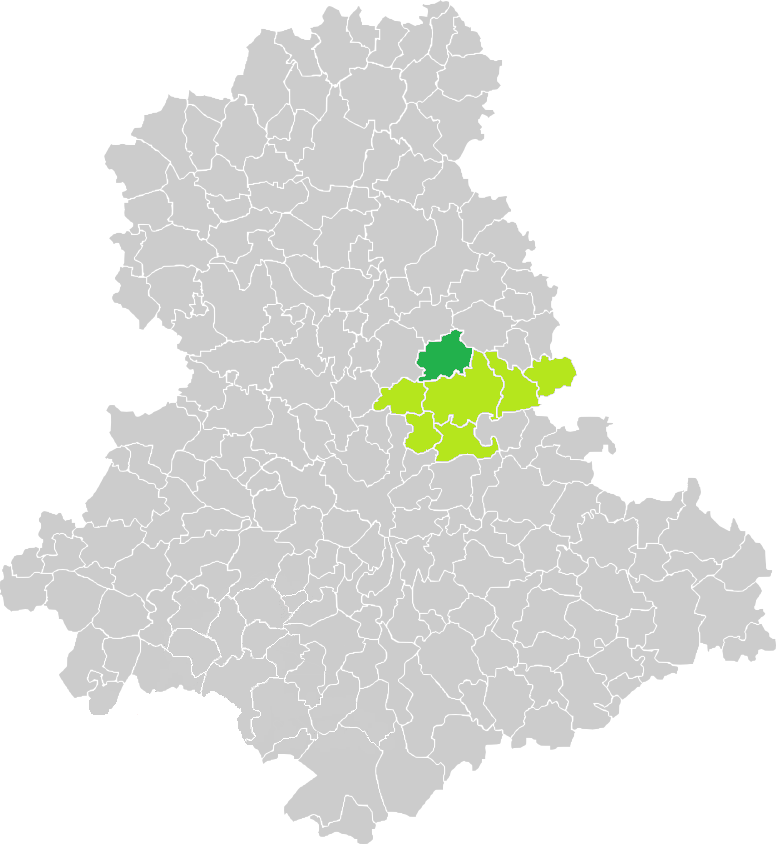
Situation de la commune de Saint-Sylvestre en Haute-Vienne.

### Communes limitrophes
Les communes limitrophes sont  Ambazac, Bonnac-la-Côte, Compreignac, Razès et Saint-Léger-la-Montagne.
| Razès          |                 | Saint-Léger-la-Montagne |
| Compreignac    | Saint-Sylvestre |                         |
| Bonnac-la-Côte |                 | Ambazac                 |

### Climat
Pour des articles plus généraux, voir Climat de la Nouvelle-Aquitaine et Climat de la Haute-Vienne.
Historiquement, la commune est exposée à un climat océanique limousin.
En 2020, Météo-France publie une typologie des climats de la France métropolitaine dans laquelle la commune est dans une zone de transition entre le climat océanique altéré et le climat de montagne et est dans la région climatique  Ouest et nord-ouest du Massif Central, caractérisée par une pluviométrie annuelle de 900 à 1 500 mm, maximale en automne et en hiver.
Pour la période 1971-2000, la température annuelle moyenne est de 10,3 °C, avec une amplitude thermique annuelle de 14,5 °C. Le cumul annuel moyen de précipitations est de 1 146 mm, avec 14,3 jours de précipitations en janvier et 8,1 jours en juillet. Pour la période 1991-2020, la température moyenne annuelle observée sur la station météorologique la plus proche, située sur la commune de Saint-Léger-la-Montagne à 4,98 km à vol d'oiseau, est de 10,4 °C et le cumul annuel moyen de précipitations est de 1 371,7 mm,. Pour l'avenir, les paramètres climatiques de la commune estimés pour 2050 selon différents scénarios d’émission de gaz à effet de serre sont consultables sur un site dédié publié par Météo-France en novembre 2022.

## Urbanisme

### Typologie
Au 1er janvier 2024, Saint-Sylvestre est catégorisée commune rurale à habitat dispersé, selon la nouvelle grille communale de densité à sept niveaux définie par l'Insee en 2022.
Elle est située hors unité urbaine. Par ailleurs la commune fait partie de l'aire d'attraction de Limoges, dont elle est une commune de la couronne,. Cette aire, qui regroupe 127 communes, est catégorisée dans les aires de 200 000 à moins de 700 000 habitants,.

### Occupation des sols
L'occupation des sols de la commune, telle qu'elle ressort de la base de données européenne d’occupation biophysique des sols Corine Land Cover (CLC), est marquée par l'importance des forêts et milieux semi-naturels (76,1 % en 2018), une proportion sensiblement équivalente à celle de 1990 (76,4 %). La répartition détaillée en 2018 est la suivante : 
forêts (74,9 %), prairies (12,9 %), zones agricoles hétérogènes (7 %), eaux continentales (2,4 %), zones urbanisées (1,5 %), milieux à végétation arbustive et/ou herbacée (1,3 %). L'évolution de l’occupation des sols de la commune et de ses infrastructures peut être observée sur les différentes représentations cartographiques du territoire : la carte de Cassini (XVIIIe siècle), la carte d'état-major (1820-1866) et les cartes ou photos aériennes de l'IGN pour la période actuelle (1950 à aujourd'hui).

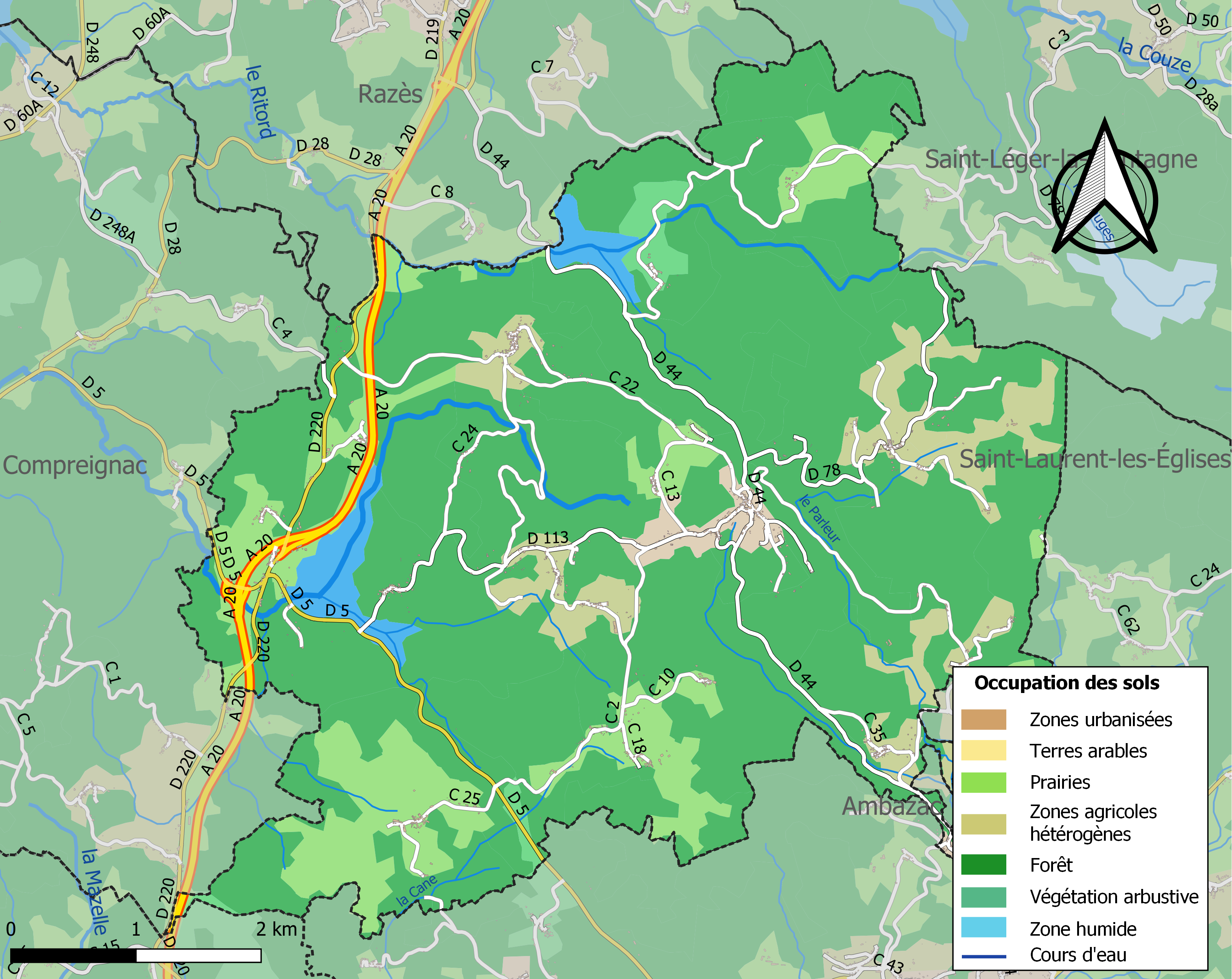
Carte des infrastructures et de l'occupation des sols de la commune en 2018 (CLC).

### Risques majeurs
Le territoire de la commune de Saint-Sylvestre est vulnérable à différents aléas naturels : météorologiques (tempête, orage, neige, grand froid, canicule ou sécheresse) et séisme (sismicité faible). Il est également exposé à un risque particulier : le risque de radon. Un site publié par le BRGM permet d'évaluer simplement et rapidement les risques d'un bien localisé soit par son adresse soit par le numéro de sa parcelle.

#### Risques naturels

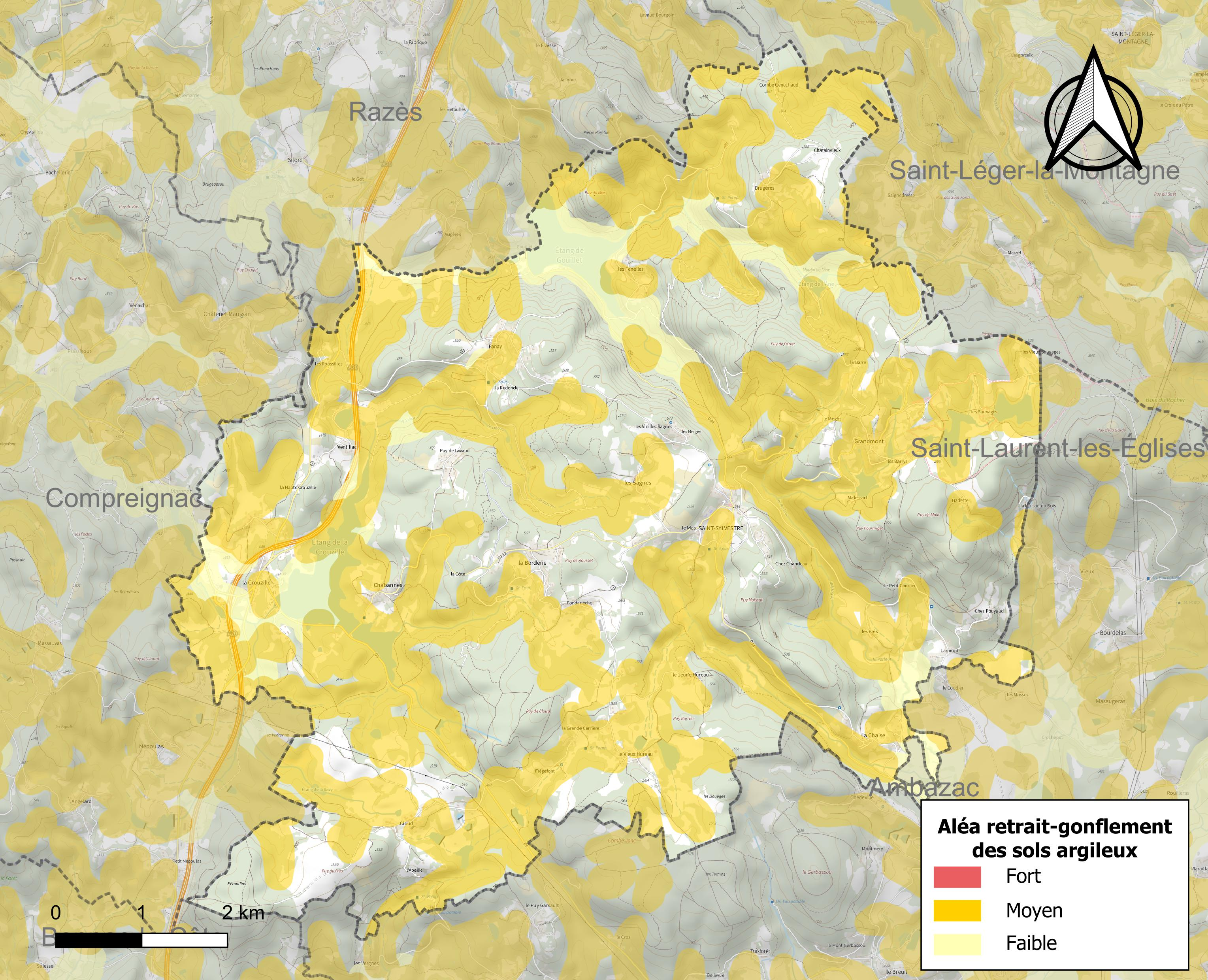
Carte des zones d'aléa retrait-gonflement des sols argileux de Saint-Sylvestre.

Le retrait-gonflement des sols argileux est susceptible d'engendrer des dommages importants aux bâtiments en cas d’alternance de périodes de sécheresse et de pluie. 52,3 % de la superficie communale est en aléa moyen ou fort (27 % au niveau départemental et 48,5 % au niveau national métropolitain). Depuis le 1er octobre 2020, en application de la loi ÉLAN, différentes contraintes s'imposent aux vendeurs, maîtres d'ouvrages ou constructeurs de biens situés dans une zone classée en aléa moyen ou fort,.
La commune a été reconnue en état de catastrophe naturelle au titre des dommages causés par les inondations et coulées de boue survenues en 1982 et 1999 et par des mouvements de terrain en 1999.

#### Risque particulier
Dans plusieurs parties du territoire national, le radon, accumulé dans certains logements ou autres locaux, peut constituer une source significative d’exposition de la population aux rayonnements ionisants. Selon la classification de 2018, la commune de Saint-Sylvestre est classée en zone 3, à savoir zone à potentiel radon significatif.

## Toponymie
Le nom de la commune vient du pape Sylvestre Ier dont le culte est repris dans l'église du village. En découle ainsi le nom actuel de la commune mais aussi celui traditionnel Sint Sauvéstre en dialecte limousin.

## Histoire
L’occupation néolithique du sol pour Saint-Sylvestre est peu connue. Il faut se tourner vers les environs. Le mégalithisme – 3500, –1800, a pu exister  sur le territoire d’Ambazac ; de même  la prospection a révélé des silex, ou fragments d'outils, qui paraissent appartenir à une vaste période comprise entre le Mésolithique et le Néolithique et qui pour certains se trouvent près de la commune sur le site de Montcocu (Montméry). Les alentours, Bersac, Saint-Sulpice-Laurière ont fourni des haches à talon.
C’est aussi près de Montcocu  que quelques traces gallo-romaines ont été trouvées. Dans les ruines de l’abbaye de Grandmont, on a recueilli deux deniers gallo-romains ; en outre le bas relief en calcaire de l’oratoire Saint-Psalmet (Ambazac) est originaire du Puy-Firmigier (Saint-Sylvestre) ; il  figure une femme portant une longue robe, probable mater topique. Saint-Sylvestre encore, aurait eu une tête colossale de Diane et des inscriptions funéraires. La toponymie rappelle les domaines : Ventillac (nom d’homme probable) ou Excideuil (lieu alternatif au Moyen Age entre Ambazac et Saint-Sylvestre  rappel d’un nom gaulois), et un hypothétique fanum à Fanet ? 
Le commencement du christianisme est en rapport avec la venue chez les Lemovices de Martial, vers l’an 300. La christianisation s’engage dans les campagnes. Aredius (+591) fonde Attane/SaintYrieix : La Vie de saint Yrieix mentionne le couvent Saint-Antoine d’Ambazac (VIe-VIIIe siècle).
Des monnaies mérovingiennes proviennent des alentours de Saint-Sylvestre, de Razès et peut-être de Laurière, sans oublier les ateliers monétaires de Compreignac et d’Ambazac. Des microtoponymes indiquent l’installation humaine : les multiples boueiges, besges (autour de la paroisse, le lieu des Ardelliers (Fanet). Cependant, la toponymie ne permet pas de dater les installations : Fondaneiche (Fons Johannes), le Mas, Chabannes, la Borderie, (pour l’habitat) Grandimontis, les Sagnes, Brugères, Augères (pour la nature, lieu humide, brandes, mine), la Crouzille (voies de communication).
Une partie du territoire de la commune est englobée dans la Marche qui se constitue dans le courant du Xe siècle. L’évêque possède la majeure partie de la paroisse de Saint-Sylvestre. Il y dote les seigneurs : les Razès, les Montcocu, les Montrocher, les de Verneuil, les de Saint-Sylvestre, les Bussière-Boffi. En 1124, les ermites qui suivent Etienne de Muret s’installent à Grandmont à la mort du fondateur de l’ordre de Grandmont. Il semble que la paroisse soit créée à la suite.
Grandmont intéresse le roi Henri II Plantagenêt, qui aurait souhaité y être inhumé. Il y séjourne, fait reconstruire le monastère. Une date marquante est la canonisation d’Etienne de Muret en 1189 : évêque, abbés et barons se pressent à Grandmont. Ses fils Henri le Jeune, Richard Cœur de Lion, et leurs sénéchaux s’y rendent. Parallèlement Grandmont fonde près de 160 dépendances (de la Champagne à la Navarre, de la Normandie, à l’Aquitaine et l’Angleterre) et en 1317 devient abbaye. En 1306, le pape Clément V et sept cardinaux séjournent à Grandmont. Pendant les guerres de Cent Ans, Saint-Sylvestre, le bourg, le monastère sont ravagés et dépeuplés ; Français et Anglais occupent tour à tour l’abbaye en 1370. Ces derniers en sont chassés en 1381. En 1421-1422, Charles VII passe à Grandmont de même qu’Henri IV en 1529, le prince de Condé en 1619. Pendant les guerres de religion, les compagnies contournent Grandmont. Les Ligueurs, actifs dans la Marche, s’installent à l’abbaye. Les hameaux subissent les exactions des garnisons. Saint Germain Beaupré prend et pille Grandmont en juin 1597 soutenu par Charles de Pierre-Buffière, gouverneur du Limousin. Ce dernier  essaie de faire lever le siège de l’abbaye, occupée par les huguenots et par le ligueur, Châteauneuf-d’Urfé, sa famille et ses soldats.
Par les lettres patentes de 1769, Louis XVI autorise la suppression de l’ordre de Grandmont. Le pape l’approuve en 1772. L’ordre disparaît à la mort de son dernier abbé en 1787 en dépit des protestations des habitants, en particulier ceux de la paroisse de Saint-Sylvestre. L’abbaye est démolie après l’adjudication des matériaux au début du XIXe siècle.
Après une histoire compliquée de création et de suppression, les cantons prennent forme en 1800. Saint-Sylvestre appartient au canton de Laurière qui se compose des communes de La Jonchère, Léger la Montagne (Saint), Pierre la Montagne (Saint), Jabreilles, Sivestre (Saint), Sulpice Laurière (Saint) puis Bersac. Le rattachement de saint-Sylvestre à Ambazac débute le 25 mars 1860 il est publié au journal officiel le 16 février 1905. [Arch. dép. Haute-Vienne, E DEP 183/ D 4]. La garde nationale est instituée en 1831 [E DEP 183/ H 2]
Depuis au moins le courant du XVIe siècle, les hommes migrent pour faire face à la pauvreté : ils sont marchands, maçons, menuisiers. Ils se rendent dans le Lyonnais, le Nord, l’Île de France, l’Ouest… La fin du XIXe siècle, voit l’ascension du socialisme rural. Un des premiers enterrements civils se place à Saint-Sylvestre en 1899. Si l’on ne peut passer sous silence les prisonniers et les morts de 1914-1918, la Deuxième Guerre mondiale marque la commune. Un maquis se forme en 1943 autour de Grandmont. Les Allemands attaquent et réduisent le maquis en août 1944.
Prenant la relève des carrières de granit et leurs tailleurs de pierre, les minéraux et surtout l’uranium ont fait la réputation de Saint-Sylvestre : visite de Pierre et Marie Curie en 1900, ouverture du Puy Henriette en 1948. Depuis la fermeture des sites de la Cogema, Saint-Sylvestre bénéficie de la proximité de l’autoroute A20 et de sa position de commune dortoir.

## Politique et administration
| Période                                  | Période   | Identité          | Étiquette | Qualité           |
| ---------------------------------------- | --------- | ----------------- | --------- | ----------------- |
| avant 1981                               | ?         | Albert Pétavy     | PCF       |                   |
| juin 1995                                | mars 2014 | Maurice Couturier | PCF       |                   |
| mars 2014                                | mai 2018  | Béatrice Couloumy |           |                   |
| juin 2018                                | juin 2020 | Daniel Leycuras   |           |                   |
| juin 2020                                | en cours  | Angelique Terrana |           | Professeur de SVT |
| Les données manquantes sont à compléter. |           |                   |           |                   |

Des divergences étant apparues au sein du conseil municipal, le préfet a saisi le gouvernement qui a dissous, par décret du 11 avril 2018, le conseil municipal.

## Démographie
L'évolution du nombre d'habitants est connue à travers les recensements de la population effectués dans la commune depuis 1793. Pour les communes de moins de 10 000 habitants, une enquête de recensement portant sur toute la population est réalisée tous les cinq ans, les populations de référence des années intermédiaires étant quant à elles estimées par interpolation ou extrapolation. Pour la commune, le premier recensement exhaustif entrant dans le cadre du nouveau dispositif a été réalisé en 2004.

En 2022, la commune comptait 922 habitants, en évolution de −0,54 % par rapport à 2016 (Haute-Vienne : −0,68 %, France hors Mayotte : +2,11 %).
| 1793  | 1800  | 1806  | 1821  | 1831  | 1836  | 1841  | 1846  | 1851  |
| ----- | ----- | ----- | ----- | ----- | ----- | ----- | ----- | ----- |
| 1 553 | 1 345 | 1 378 | 1 436 | 1 395 | 1 510 | 1 519 | 1 622 | 1 672 |

| 1856  | 1861  | 1866  | 1872  | 1876  | 1881  | 1886  | 1891  | 1896  |
| ----- | ----- | ----- | ----- | ----- | ----- | ----- | ----- | ----- |
| 1 543 | 1 549 | 1 657 | 1 663 | 1 718 | 1 679 | 1 704 | 1 630 | 1 607 |

| 1901  | 1906  | 1911  | 1921  | 1926  | 1931  | 1936 | 1946 | 1954 |
| ----- | ----- | ----- | ----- | ----- | ----- | ---- | ---- | ---- |
| 1 742 | 1 714 | 1 642 | 1 289 | 1 206 | 1 079 | 991  | 862  | 841  |

| 1962 | 1968 | 1975 | 1982 | 1990 | 1999 | 2004 | 2006 | 2009 |
| ---- | ---- | ---- | ---- | ---- | ---- | ---- | ---- | ---- |
| 746  | 696  | 648  | 660  | 668  | 715  | 776  | 790  | 904  |

| 2014 | 2019 | 2022 | - | - | - | - | - | - |
| ---- | ---- | ---- | - | - | - | - | - | - |
| 912  | 919  | 922  | - | - | - | - | - | - |

## Lieux et monuments
- Le Vincou, rivière française du Nord-Ouest du Limousin, né sur la commune et qui coule dans le département de la Haute-Vienne. C'est un affluent abondant de la Gartempe (rive gauche), et donc un sous-affluent de la Loire, par la Creuse et la Vienne.
- L'ancienne abbaye de Grandmont : détruite à la suite de la dissolution de l'ordre de Grandmont sous Louis XVI et de la Révolution.

L'ordre de Grandmont, ordre religieux limousin issu de l’érémitisme, remarquable par sa règle et la diffusion de son modèle architectural, conforme à la réforme grégorienne.
- L'église Saint-Sylvestre où on peut voir le buste-reliquaire de saint Étienne de Muret est inscrite au titre des monuments historiques en 1971[27].

- Mines d'uranium Henriette (1949-1981) et de Fanay (1951-1992).
- La roche Branlante ainsi que le rocher de la Baleine.
- Château de Cloud à hameau de Cloud.
- La réserve naturelle régionale des Sauvages, créée en 2015.
- L'étang de la Crouzille.

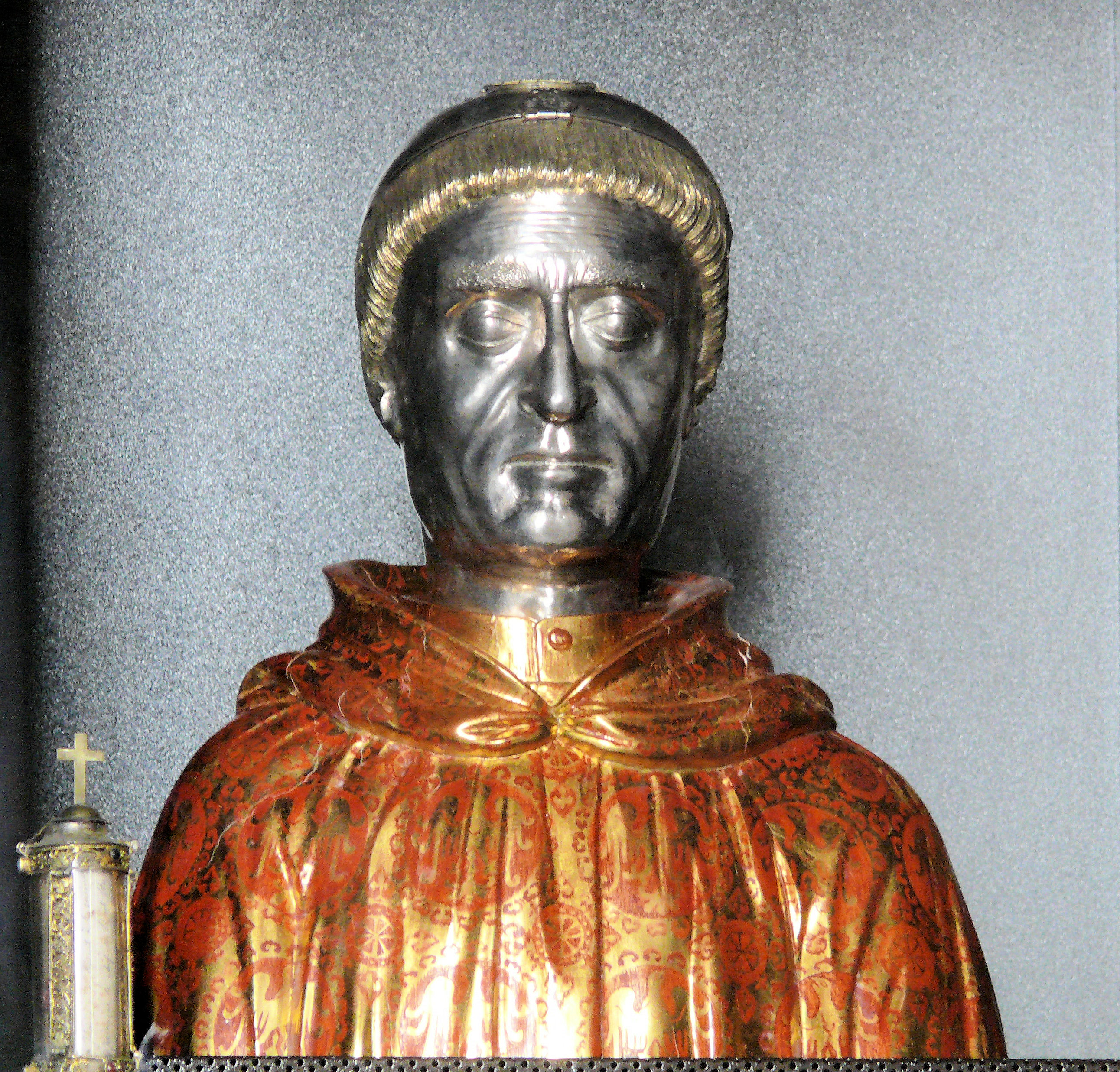
Buste reliquaire[27] dans l'église de Saint-Sylvestre.
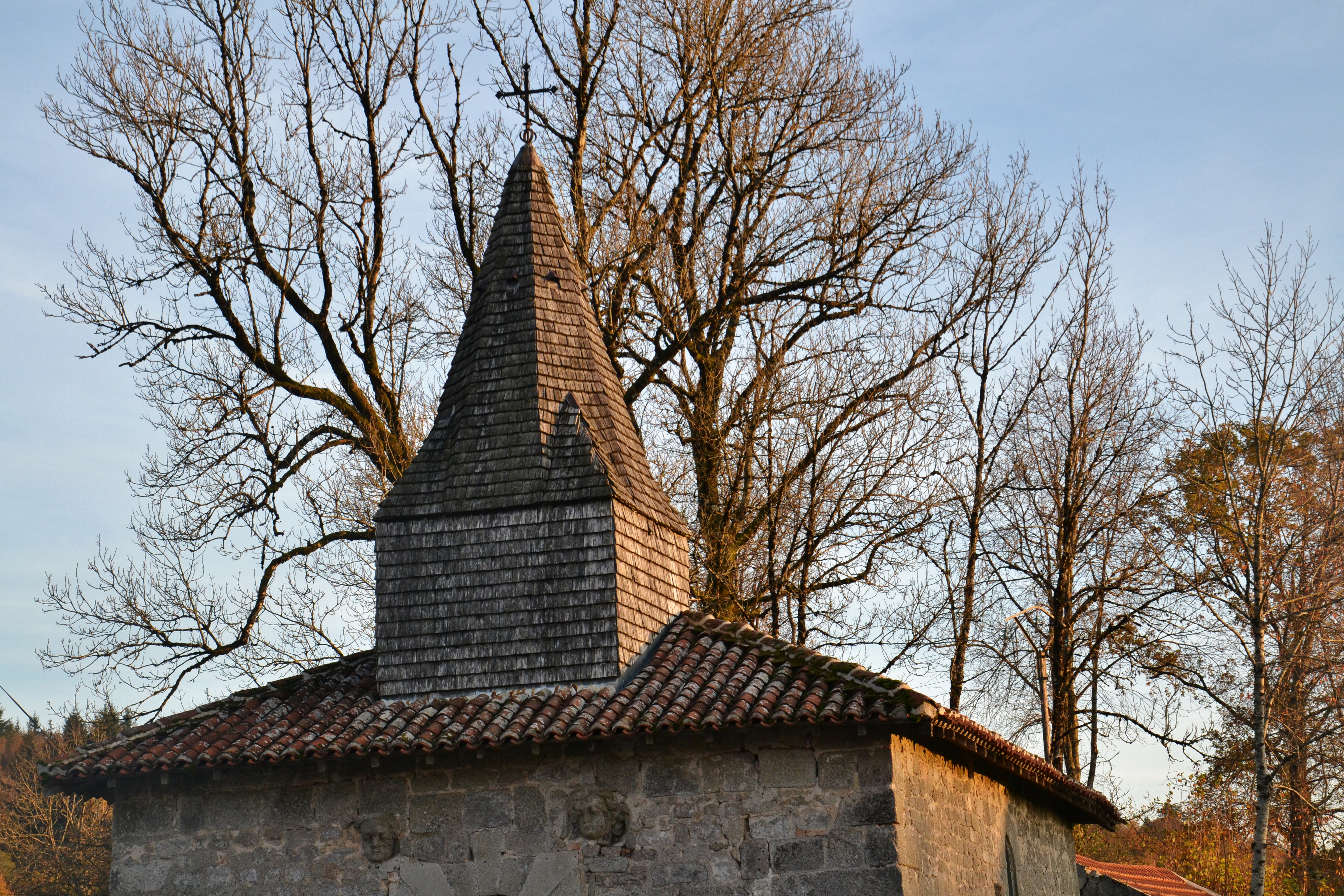
La chapelle de Grandmont.
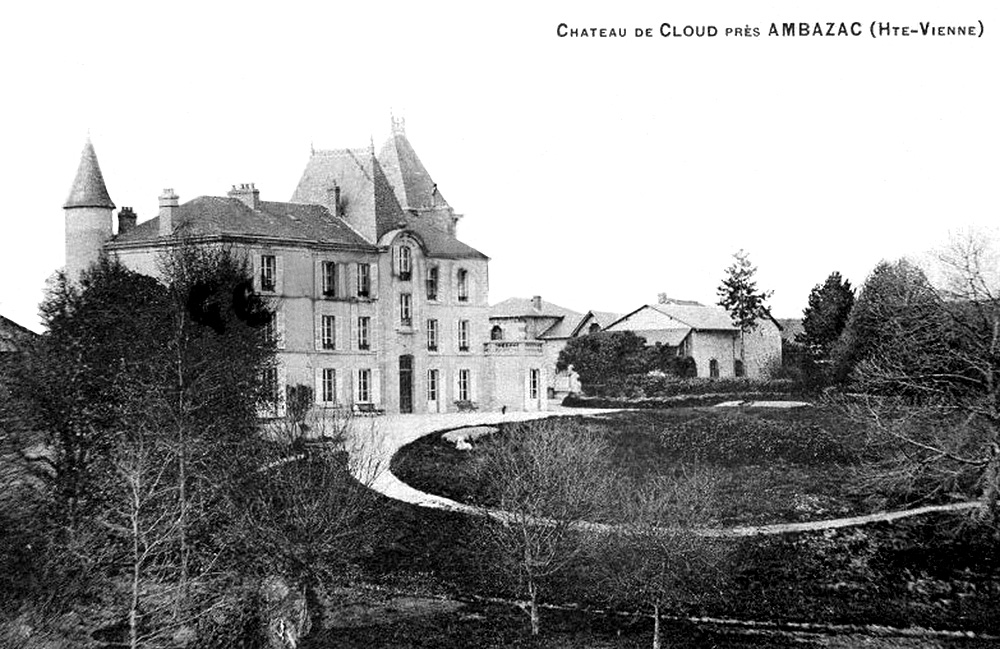
Château de Cloud.

## Cinéma
Le téléfilm Mon cher petit village (2014), a été tourné dans le village.

## Pour approfondir